# Diecezja Kabgayi
Diecezja Kabgayi (łac. Dioecesis Kabgayensis, ang. Diocese of Kabgayi) – rzymskokatolicka diecezja ze stolicą w Muhandze, w Rwandzie. Dawniej archidiecezja. Jest sufraganią archidiecezji kigalijskiej. Najstarsze rwandyjskie biskupstwo.
W 2021 na terenie diecezji pracowało 63 zakonników i 247 sióstr zakonnych.

## Historia
25 kwietnia 1922 mocą decyzji papieża Piusa XI wyrażonej w brewe Exigit apostolicum erygowano wikariat apostolski Rwandy. Była to pierwsza jednostka administracyjna Kościoła ustanowiona na terenie dzisiejszej Rwandy. Dotychczas tereny nowego wikariatu należały do wikariatu apostolskiego Kivu (obecnie archidiecezja Gitegi w Burundi).
14 lutego 1952 powstał drugi rwandyjski wikariat apostolski - Nyundo (obecnie diecezja Nyundo). W tym samym dniu omawiana jednostka zmieniła nazwę na wikariat apostolski Kabgayi.
10 listopada 1959 wikariat apostolski Kabgayi podniesiono do godności archidiecezji i stolicy metropolii.
W latach 60. XX w. nastąpił rozrost Kościoła w Rwandzie. W wyniku tego z archidiecezji Kabgayi wydzieliły się:
- 20 grudnia 1960 - diecezja Ruhengeri
- 11 września 1961 - diecezja Astrida (obecnie diecezja Butare)
- 5 września 1968 - diecezja Kibungo.

10 kwietnia 1976 na części terenów archidiecezji erygowano archidiecezję kigalijską. W tym samym dniu arcybiskupstwo Kabgayi stało się diecezją. Stolicę metropolii przejęło Kigali.
5 listopada 1981 część parafii diecezji Kabgayi weszło w skład powstałej w tym dniu diecezji Byumba.
We wrześniu 1990 diecezję odwiedził papież Jan Paweł II.

## Ordynariusze
Obecnie biskupem Kabgayi jest Balthazar Ntivuguruzwa. Urząd ten sprawuje od 2 maja 2023. 
Biskup Kabgayi Thaddée Nsengiyumva został zamordowany w 1994 podczas ludobójstwa w Rwandzie.

### wikariusze apostolscy Rwandy
- Léon-Paul Classe MAfr (1922 – 1945)
- Laurent-François Déprimoz MAfr (1945 – 1952)

### wikariusze apostolscy Kabgayi
- Laurent-François Déprimoz MAfr (1952 – 1955)
- André Perraudin MAfr (1955 – 1959)

### Arcybiskup Kabgayi
- André Perraudin MAfr (1959 – 1976)

### Biskupi Kabgayi
- André Perraudin MAfr (1976 – 1989)
- Thaddée Nsengiyumva (1989 – 1994)
  - ks. André Sibomana (1994 – 1996) administrator apostolski
- Anastase Mutabazi (1996 – 2004)
- Smaragde Mbonyintege (2006 – 2023)
- Balthazar Ntivuguruzwa (2023 – nadal)